# 放電灯
放電灯（ほうでんとう、英: discharge lamp）は、広義には放電発光を利用した電灯。ただし、狭義には炭素アーク灯（カーボンアーク灯）などのアーク灯と区別される。放電灯は高圧放電灯と低圧放電灯に分けられる。

## 放電灯とアーク灯

### 性質
広義の放電灯は放電発光を利用した電灯をいうが、一般に放電灯と呼ばれているものに比べ、炭素アーク灯（カーボンアーク灯）などのアーク灯は管長が短く電流が大きいため放電灯と区別されることもある。しかし、アーク灯も陰極低下、力率の低下、安定抵抗の必要性などは放電灯と同様の性質をもつ。

### 炭素アーク灯
炭素アーク灯（カーボンアーク灯、carbon arc lamp）は電極に2本の炭素棒を用いて両極間にアークを生じさせて光るようにした電灯である。弧光灯ともいう。
発光の原理としては、炭素棒間の放電により加熱された炭素棒の先端が気化し、発生した炭素蒸気が両極間のアークにより白熱して強い光を発することによる。照明に用いられる場合は強すぎる光を抑制するため、周囲を着色ガラス等で覆う。
炭素棒はアークを発生させると炭素蒸気を出しながら消耗していくため、始動後は電極の消耗に応じて電極間の距離を一定に調整する装置を要する。炭素棒を並行に並べることで、距離調整を不要とした電気ろうそく（エレクトリック・キャンドル）と呼ばれる形式も存在する（後述）。
炭素アーク灯は、1808年にイギリスの化学者ハンフリー・デービー (Humphrey Davy) が実験を行ったもので世界最初の電灯となったものである。デービーは1815年にはボルタ電池2000個を電源とするアーク灯の実験を行い強い光を出すことに成功した。しかし、長時間電力供給可能な電源や電極間隔の改善などの問題がありすぐには実用できなかった。アーク灯が最初に実用化されたのは1862年のことでイギリスのダンジネス灯台とされている。
19世紀後半、街路灯に用いる電気照明としてアーク灯はもてはやされていた。1878年のパリ万国博覧会ではパーヴェル・ヤブロチコフの電気ろうそくが注目を浴びた。しかし、アーク灯は花火のような灯りでバチバチという音も伴うもので屋内の照明にはまぶしすぎるものだった。
日本では、1878年3月25日に、工部大学校教師英人エアトンが、電信中央局開業祝宴開場の同校ホールで、グローブ電池を使用してアーク灯を点火した。1882年に、東京電燈会社設立事務所が、開業の前景気に、銀座大倉組前で2000燭光のアーク灯を点灯し、市民が驚嘆し、徹夜でおしかけた。歌川重清はその様子を「東京銀座通電氣燈建設之圖」という錦絵として描いており、これには「電氣燈ハ米圀人ノ新發明ニシテ他ノ火ヲ点スルニ非スシテ一ノエレキ器械ヲ以テ火光ヲ發シ其光明數十町ノ遠キニ達シ恰モ白晝ノ如シ實ニ日月ヲ除クノ外之ト光ヲ同スルモナシ」という解説文が付いている。1883年4月に、海軍省所管の横須賀造船所でブラッシュ発電機によってアーク灯を点火し、作業に利用した。1884年、大阪道頓堀中座で、舞台照明用のアーク灯6基を点じ、話題となる。1886年9月20日に、大阪紡績が、夜間作業の照明にランプではなくアーク灯を利用し、これは民間の電灯使用の初めである。
アーク灯の光は強烈で紫外線を多く含み、屋内照明には不向きだったため、フィラメント（繊維）に大量の電気を流すときに白熱して発光する原理を利用する白熱電球が注目されるようになった。

## 高圧放電灯
高圧放電灯（高圧放電ランプ）は封入物の種類により、高圧水銀ランプ、超高圧水銀ランプ、メタルハライドランプ、高圧ナトリウムランプ、キセノンランプなどがある。1970年頃よりHIDランプ（高輝度放電ランプ）と呼ばれるようになった。

### 水銀灯
水銀灯はガラス管内の水銀蒸気中の放電発光を用いた電灯である。発光スペクトルは、管内の蒸気圧が低いと遠紫外線が強くなり可視線スペクトルは弱く、管内の蒸気圧が高くなると可視線スペクトルも強く高効率になる。
初期に製造された水銀灯は蒸気圧1キロパスカル (kPa) 程度の低圧水銀灯であったが使用されなくなっており、一般照明用には蒸気圧100 kPa前後の高圧水銀灯が使用されている。また実験用など特殊用途には蒸気圧2000 kPa以上の超高圧水銀灯も使用されている。

### メタルハライド灯
メタルハライド灯は発光管に水銀やアルゴンなどの不活性ガスと発光物質のハロゲン化合物を封入した電灯である。一般的に高圧水銀ランプよりも始動電圧は高い。

### 高圧ナトリウム灯
高圧ナトリウム灯は発光管に蒸気圧約0.1気圧のナトリウムを封入した電灯である。高圧ナトリウム灯の定格寿命は1万2000時間、光束維持率は定格寿命時間で約90 %である。

## 低圧放電灯
低圧放電灯（低圧放電ランプ）には、蛍光ランプ、低圧ナトリウムランプ、希ガス放電ランプ（ネオンランプを含む）がある。なお、「希ガス」から「貴ガス」への変更については第18族元素を参照。

### 蛍光灯
蛍光ランプ（蛍光灯）は代表的な低圧放電灯（低圧放電ランプ）で熱陰極型と冷陰極型がある。

### 低圧ナトリウム灯
ナトリウムランプは通常は低圧のものをいい、U字型の細長い管に蒸気圧約0.5パスカル程度のナトリウムとアルゴンを封入した電灯である。